# پتیاس
پتیاس (نام علمی: Ptyas) نام یک سرده از تیره قمچه‌ماران است.